# Covalact
Covalact este o companie producătoare de produse lactate din România.
Fondul de investiții SigmaBleyzer Southeast European Fund IV a cumpărat, în 2007, un pachet de 70% din acțiunile Covalact, contra unei sume de circa șapte milioane de euro.
Acesta mai deține și companiile Primulact și Lactate Harghita.
Cifra de afaceri în 2007: 20,9 milioane euro